# Metapopulação

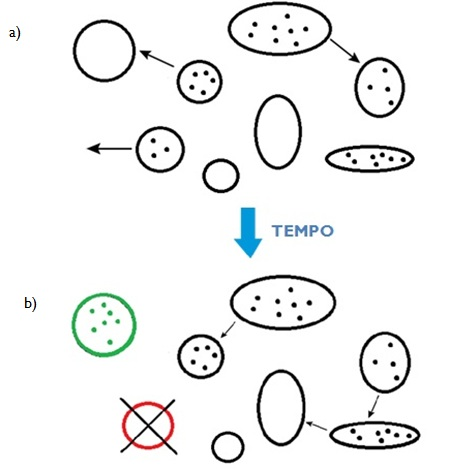
Ilustração de uma dinâmica clássica de metapopulações. As elipses com pontos indicam populações locais e elipses não preenchidas são manchas de habitats vazias. Em (a) a metapopulação é composta de cinco populações locais e as setas pretas representam eventos de dispersão de indivíduos. Já em (b), após um certo período de tempo, se manteve as cinco populações locais, pois uma nova mancha de habitat foi colonizada (verde) enquanto houve uma extinção local em uma das manchas (vermelho)

Metapopulação consiste em um conjunto de subpopulações de uma mesma espécie que não se encontram ligadas entre si, mas que possuem diversos processos em comum e cujos indivíduos se movem de uma população para outra. Essa dispersão de indivíduos tende a atingir um equilíbrio entre a extinção local e a colonização de áreas vazias, que podem ser ocupadas ou reocupadas de tempos em tempos.

## Histórico
As origens da teoria de metapopulações estão ligadas à publicação do livro “A Teoria da Biogeografia de Ilhas”, escrito por Robert MacArthur e Edward Osborne Wilson em 1967, que impulsionou uma mudança radical na teoria ecológica. Eles desenvolveram suas ideias no contexto das faunas e floras de ilhas oceânicas e mostraram como a distribuição de espécies nessas ilhas poderia ser interpretada como um equilíbrio entre forças opostas de extinções e colonizações. Rapidamente esse pensamento foi assimilado em contextos muito mais amplos, com a percepção de que manchas de vegetação, árvores, poças d’água, entre outros, possuiriam propriedades de ilhas verdadeiras.
Quase simultaneamente à publicação do livro de MacArthur e Wilson, foi proposto um modelo simples de “dinâmicas de metapopulações” por Richard Levins (1969). O termo metapopulação foi estabelecido para descrever um modelo de dinâmica populacional de insetos praga em plantações agrícolas, entretanto a ideia foi amplamente aplicada à espécies em habitats naturalmente ou artificialmente fragmentados. Nas palavras de Levins, isso consiste numa “população de populações”.
No entanto, a ideia global de metapopulações foi altamente negligenciada durante os vinte anos após o trabalho inicial de Levins, talvez devido à poderosa influência da teoria de MacArthur e Wilson sobre a ecologia. Contudo, na década de 1990, houve um grande interesse, tanto na teoria subjacente quanto em populações na natureza que poderiam se ajustar ao conceito de metapopulações.

## Estrutura de uma metapopulação

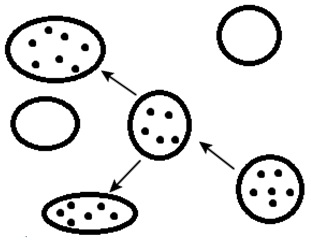
Modelo de metapopulação clássica, no qual há um núcleo formado por um conjunto de populações pequenas, mas conectadas com tanta frequência que o núcleo como um todo nunca se extingue servindo como fonte de migrantes para populações periféricas que continuamente se extinguem e são substituídas por recolonizações

O termo metapopulação foi designado por Levins, em 1969, para indicar um conjunto de populações que estruturam-se em fragmentos, pequenas manchas de habitat que apresentam os recursos necessários e condições para uma população persistir. Assim, temos uma configuração de populações locais que estão distribuídas de forma heterogênea no ambiente e estão em conformidade com a disponibilidade de recursos. As áreas ao redor do fragmento são habitats inadequados que podem ser estabelecidas naturalmente como manchas de paisagem ou serem formadas a partir da degradação ambiental. Essas áreas circundantes às manchas de habitat são denominadas de matriz e influenciam diretamente o fluxo de dispersão das espécies, porque atuam como uma barreira para o movimento dos indivíduos entre os fragmentos, de forma que, ocasionalmente esses indivíduos podem se mover através delas, mas não podem persistir.
Fatores que determinam se um habitat pode ser considerado mais ou menos adequado são a qualidade dos fragmentos e a distribuição da abundância dos recursos disponíveis. Uma vez que as condições e os recursos não se encontrem distribuídos homogeneamente ao longo da paisagem, os organismos tendem a viver em porções do ambiente onde as condições e os recursos são mais apropriados para a sobrevivência e reprodução. Quando os recursos são abundantes em uma população local, os indivíduos tendem a se reproduzir, aumentando o tamanho da população, fazendo com que haja aumento da competição intraespecífica, o que pode reduzir a disponibilidade de recursos. Os indivíduos, então passam a se dispersar pelo ambiente, em busca de recursos, colonizando novos fragmentos e caso haja uma eventual extinção do fragmento original, a população persiste por conta de novas manchas de habitat colonizadas. Teoricamente, esses fenômenos de extinções locais e colonização de áreas vazias tende a atingir um equilíbrio ao longo do tempo.

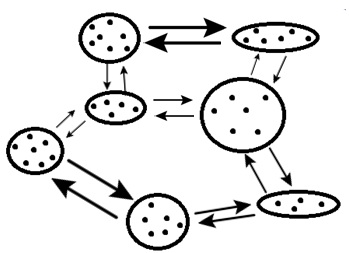
Ilustração de uma população em mancha, na qual os indivíduos se movimentam com frequência entre um conjunto de populações que nunca chegam à extinção local

O modelo metapopulacional explicitado acima é o do tipo clássico, segundo Susan Harrison,  existem quatro tipos de modelos de metapopulação: 

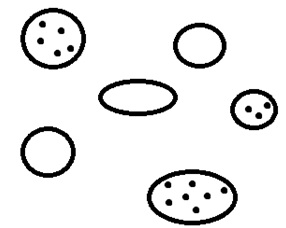
Modelo de uma metapopulação em desequilíbrio, no qual não há fluxo de organismos entre os fragmentos, a extinção, sem recolonização faz com que estas populações tendam a desaparecer, pode-se chamá-las de populações relictuais

- Metapopulação clássica: conjuntos de subpopulações se balanceando entre extinções e colonizações de modo com que a metapopulação persista.

- Manchas:as subpopulações são dispostas em manchas de habitat ou habitats variáveis no tempo e espaço. Devido a altas taxas de dispersão, pode ser que essas subpopulações se unam em uma única grande população. Há então uma probabilidade muito baixa de extinção em populações locais discretas.
- Continente-ilha: onde as extinções locais ocorrem majoritariamente nas subpopulações menores, as ilhas. Essas extinções localizadas, têm pouco efeito sobre as populações maiores, os continentes, que servem como fonte de indivíduos para dispersão e fazem com que a metapopulação como um todo consiga se manter.
- Metapopulações em desequilíbrio: não existe interação entre as subpopulações, de forma que a recolonização é ausente ou insuficiente para balancear a extinção, fazendo com que a metapopulação desapareça gradativamente.

## Estudo teórico

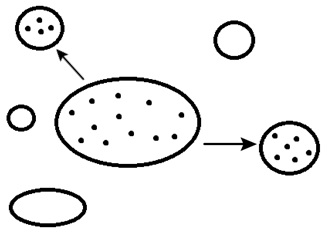
Ilustração de um modelo continente-ilha, no qual há uma população nuclear que é maior e nunca se extingue, servindo como fonte de colonizadores para populações satélites que são menores, e frequentemente se extinguem e são recolonizadas

Teóricos tentam descrever metapopulações com equações matemáticas ou modelos. Levins foi o primeiro a formular uma representação da taxa de alteração da fração de manchas de habitat ocupadas por uma espécie em uma paisagem usando a equação:

{\textstyle dp/dt=cp(1-p)-ep}
Onde :
- (dp/dt) é a derivada da população dividida pela derivada do tempo
- ( c) é a constante de taxa para colonização de manchas vazias
- ( p)  a porção de manchas ocupadas
- ( 1 – p) representa a porção disponível de locais desocupados
- (e) probabilidade de extinção local

- Sendo que cp(1-p) = taxa de colonização e ep= taxa de extinção.

A população cresce rumo ao equilíbrio, quando a taxa de colonização (1-p) se torna igual à de extinção (ep), fazendo com que a equação possa ser rearrumada, expressando a proporção de fragmentos ocupados num equilíbrio de metapopulação
{\displaystyle {\widehat {p}}=1-{\frac {e}{c}}}
Onde o ^ sobre o p representa  a proporção de equilíbrio de fragmentos ocupados, sendo que quando p é menor que o ponto de equilíbrio, a taxa de colonização é maior que a de extinção , e quando p é maior a taxa de extinção é maior.Com isso, quando e=0 e "pê chapéu"=1, significa que todos os fragmentos foram colonizados, não havendo desaparecimento de nenhuma das subpopulações, e quando e = c , "pê chapéu"=0 significa que a metapopulação se encaminha rumo à extinção.
Este modelo, retrata apenas uma metapopulação altamente simplificada, em que:
1. os fragmentos são todos iguais;
2. as taxas de colonização e de extinção de todos os fragmentos são iguais;
3. todos os fragmentos contribuem igualmente para a dispersão da espécie;
4. a colonização e a extinção dos fragmentos ocorrem de maneira independente dos outros fragmentos e
5. a taxa de colonização é proporcional à fração do fragmentos ocupados.

Desconsidera que na realidade os fragmentos variam de tamanho, em grau de isolamento dos outros fragmentos e na qualidade do habitat. Fragmentos maiores podem suportar populações maiores que têm um menor risco de se extinguirem, e que fragmentos menores e mais isolados têm menos chance de serem ocupados.

## Estudos empíricos

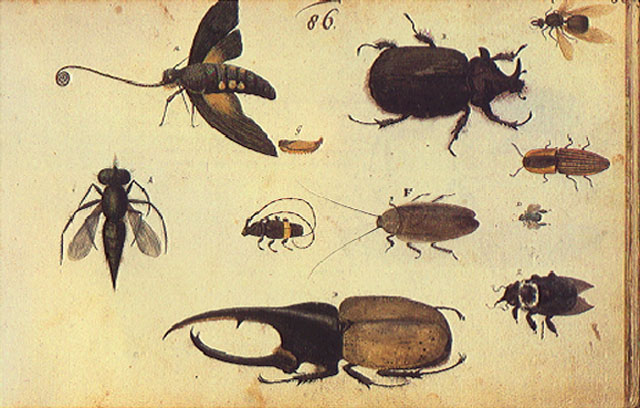
Alguns tipos de insetos

Estudos empíricos da ecologia de metapopulações estudam vários tipos de animais,mas principalmente os insetos, pois podem ser observados facilmente. Espécies de longa duração como árvores são desafiantes, pois a dinâmica de sua população é muito lenta.  Espécies migratórias ou muito móveis são mais difíceis de se estudar o modelo de metapopulação.
Estudos de metapopulação são motivados pelo desejo de compreender como o habitat pode afetar a dinâmica populacional de uma espécie. Outra motivação também pode ser para simplesmente saber se uma espécie está vivendo como uma metapopulação.
Grande parte dos estudos empíricos dos processos metapopulaionais está preocupada com uma única espécie, mas também existem estudos de interações de espécies. Interações de espécies diferentes em metapopulações foram abordadas experimentalmente em laboratório.
Estudos de sistemas naturais também esclareceram o papel dos processos de metapopulações para interação de espécies. Pesquisadores observaram que a dinâmica de metapopulação de um parasitoide é influenciada pela dinâmica de metapopulação de um fitopatógeno.

## Conservação

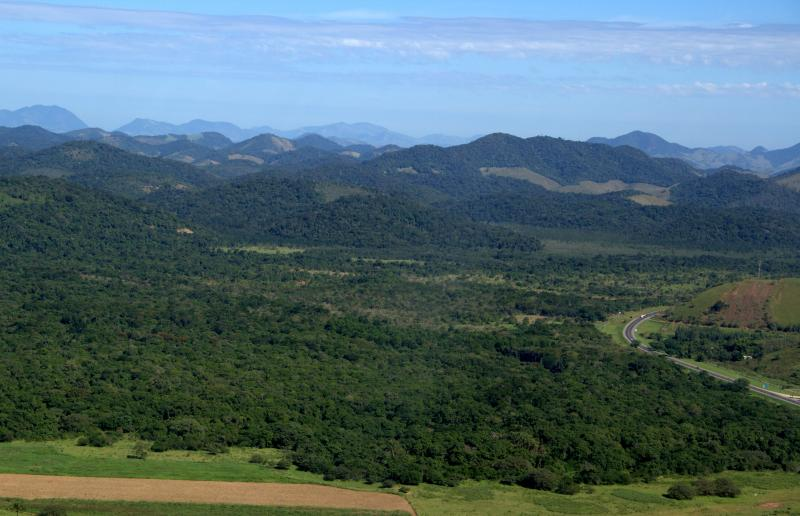
O desmatamento tem levado as populações das espécies a viver em habitats fragmentados, como neste caso, na Reserva Biológica de Poço das Antas, no Estado do Rio de Janeiro

Entender a ecologia de metapopulações é extremamente importante para a biologia da conservação por dois principais motivos. Primeiro, é que a fragmentação do habitat é o principal mecanismo por trás da perda de biodiversidade. Em segundo lugar, os conceitos de metapopulação sustentam alguns métodos de conservação de espécies, como por exemplo o design de reserva.

### Influência da fragmentação de habitat
A fragmentação de habitat é o processo no qual um habitat contínuo é dividido em manchas, ou fragmentos, mais ou menos isolados. Essas mudanças na paisagem podem ocorrer naturalmente ou devido à ações antrópicas, tais como a intensificação da agricultura e desmatamento. À medida que um ambiente torna-se fragmentado, surgem diversos problemas que podem afetar diretamente ou indiretamente as espécies locais, por exemplo, o aumento das distâncias entre os fragmentos, o isolamento de uma população local e o efeito de borda.
Essa fragmentação pode acarretar conseqüências para a metapopulação, pois com manchas de habitats isolados, a possibilidade de uma extinção local é muito maior. Por exemplo, em ambientes nos quais os fragmentos estão muito separados, há a dificuldade ou mesmo o impedimento da movimentação de indivíduos entre as manchas de habitat, o que diminui as taxas de dispersão. Como não há movimentação de indivíduos, as populações locais estão isoladas e acabam sofrendo com os problemas resultantes do processo de endogamia, porque não há troca gênica entre os indivíduos da espécie. Isso torna a população muito mais suscetível a um evento de extinção local.
Como não há eventos dispersivos suficientes para que haja a colonização de novas manchas de habitat, somado à eventuais extinções locais, há consequências diretas para a metapopulação. O número de indivíduos de uma espécie decai, pois a taxa de extinção local excede a de colonização de novos fragmentos, resultando num declínio populacional e perda progressiva da biodiversidade.

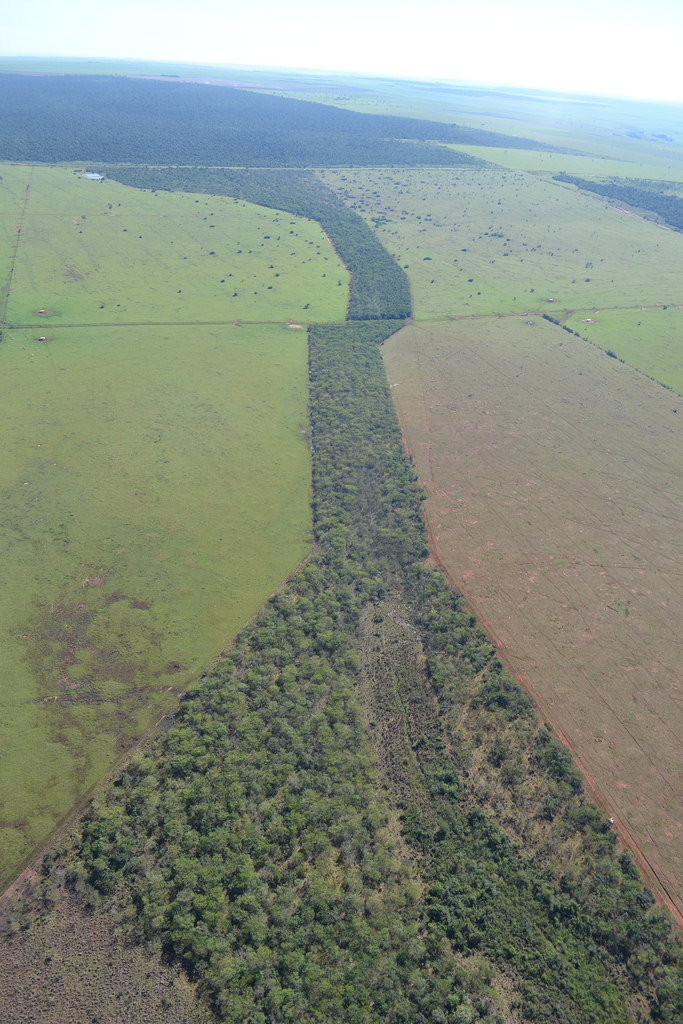
Corredor ecológico implantado no Pontal do Paranapanema pelo Instituto de Pesquisas Ecológicas.

### Métodos de conservação de espécies
A principal preocupação da biologia da conservação é a escolha, negociação e o manejo de uma área que deve promover a biodiversidade ou de preservar espécies locais. A relativa importância de uma área de mancha de habitat e o número de manchas têm sido temas discutidos desde a década de 1970, assim como o papel de corredores ecológicos responsáveis pela maior facilidade de dispersão entre áreas conservadas. Atualmente, o design de uma reserva enfatiza as conexões entre mancha de habitat ao invés de manchas isoladas, com o entendimento explícito ou implícito de que a persistência regional das espécies será maior numa conexão de fragmentos que possuem taxa de dispersão do que em manchas isoladas.
Uma aproximação aos planos de conservação leva em conta que essa persistência a longo prazo não depende apenas da abundância de espécies que havia no início, mas da dinâmica natural dessas espécies e até em mudanças no habitat em torno da paisagem ao longo do tempo. Alguns modelos de conservação incluem a dinâmica populacional de espécies e as dinâmicas de habitat. Com a crescente conscientização a respeito da vulnerabilidade da biodiversidade, a ecologia metapopulacional desempenha um papel cada vez mais importante na ecologia da conservação.

### Populações genéticas
A relação entre a ecologia de metapopulações e a genética populacional é bem forte, pois ambos estudam a estrutura espacial da população e a taxa de migração. Geneticistas utilizam como base os estudos de metapopulações para relacionar com mudanças na frequências de genes devido a seleção natural e deriva genética.

## Metacomunidades

Representação de uma teia alimentar simples, contendo animais aquáticos e terrestres

Uma metacomunidade é um conjunto de comunidades locais que estão ligadas pela dispersão, ou, mais amplamente, por uma comunidade espacialmente estruturada. Hanski e Gilpin definiram uma metacomunidade como uma "comunidade de metapopulações".Wilson usou o termo para explicar a importância das interações das espécies para a estrutura da comunidade. Com algumas exceções, houve poucos modelos de metacomunidade de desenvolvimento teórico até a década de 2000. Existem quatro modelos conceituais para explicar estrutura e dinâmica da metacomunidade:
- Dinâmica de Patch: relaciona-se diretamente com o conceito de metapopulação, enfatizando a dinâmica de colonização e extinção local e as interações de espécies em um conjunto de manchas de habitat similares. Um exemplo disso é a relação entre a estrutura de paisagem e o comprimento de cadeia alimentar ou complexidade da rede trófica. À medida que uma paisagem se torna cada vez mais fragmentada, os predadores de topo vão sofrer níveis de extinção antes das espécies de nível trófico inferior.
- Classificação de espécies: baseia-se no conceito de nicho ecológico em uma paisagem heterogênea. Os aglomerados de espécies ocupam manchas de habitat para as quais são mais adaptadas.
- Efeito de massa: as espécies móveis respondem à quantidade e qualidade do recurso e exibem a dinâmica da fonte. A migraçãoinfluencia muito o tamanho da população local.
- Neutro: todas as espécies são competitivas igualmente e adequadas para cada padrão de habitat, de modo que o conjunto de espécies nas comunidades locais é aleatório.